# Río Valderaduey
El río Valderaduey es un río de la parte central de España, un afluente de la margen derecha del río Duero.

## Etimología
Históricamente, el río se llamó Aratoi y de ahí derivó en Araduey y después en «Val d'Aratoi» y «Valderaduey».

## Historia
En el año 949 a causa de un terremoto en la zona cambió el curso del río.

## Geografía

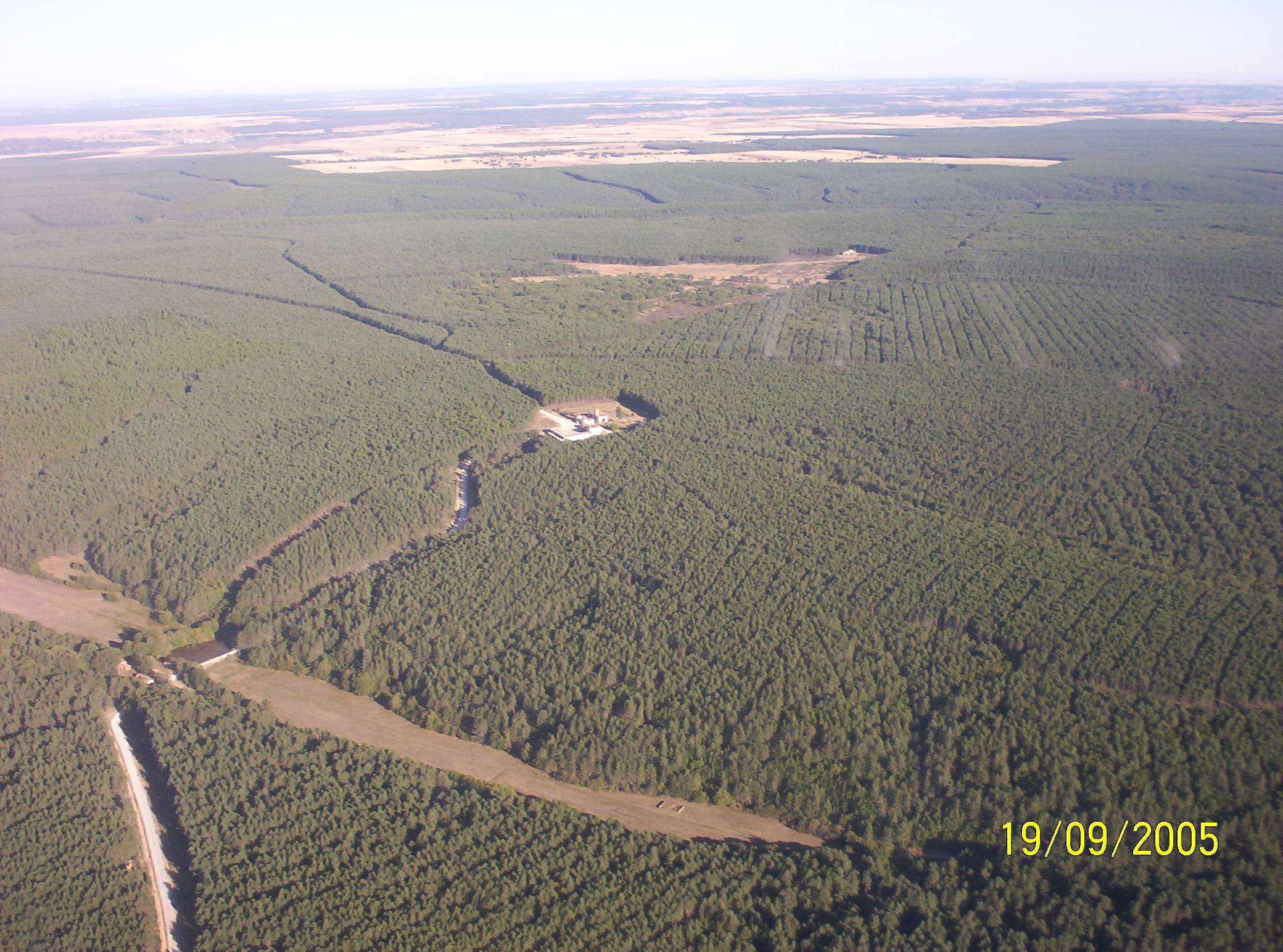
Panorámica de Riocamba.

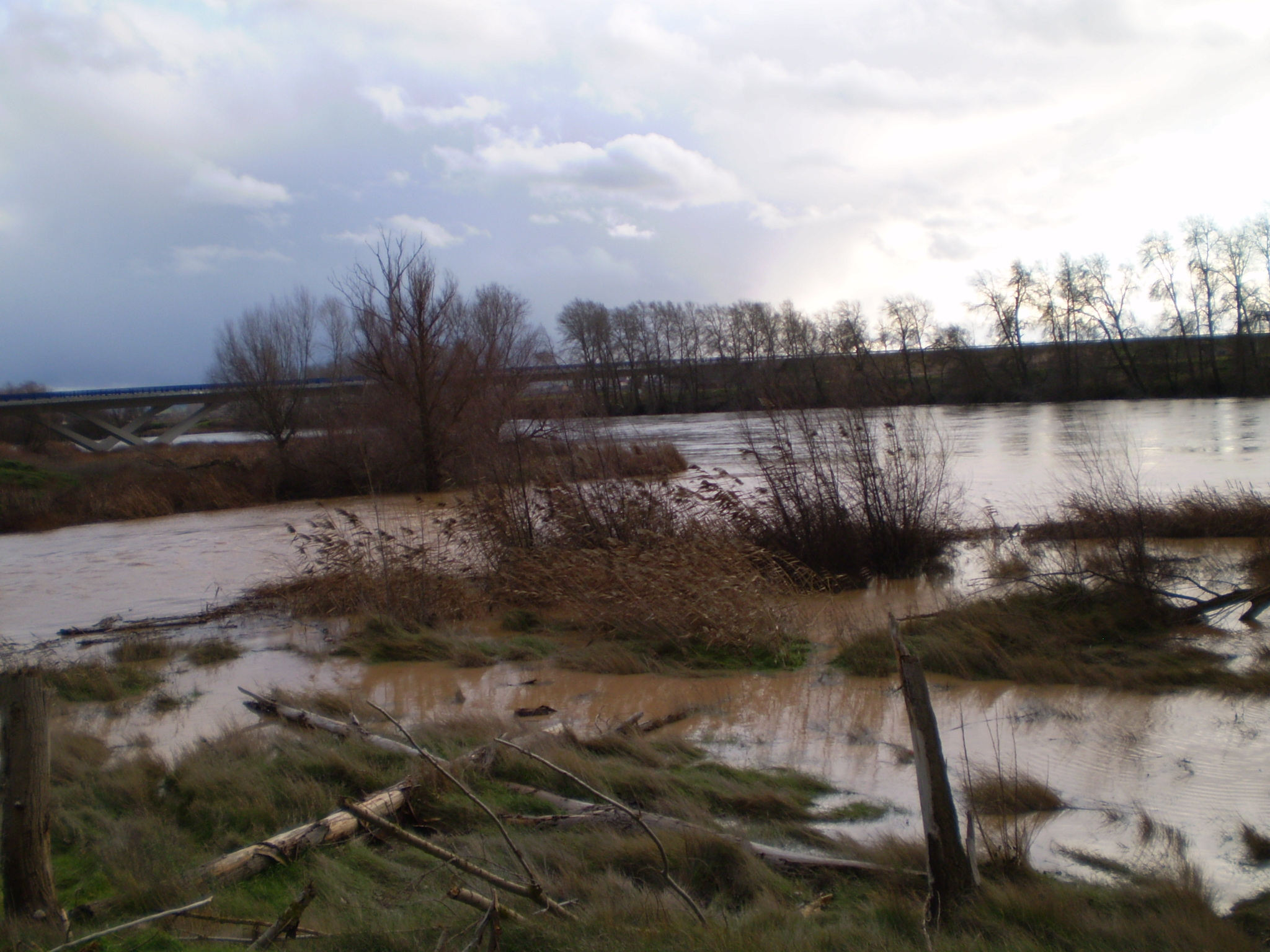
Desembocadura del Valderaduey en el Duero.

El río Valderaduey nace en un paraje denominado Fuententable del monte de Riocamba, perteneciente al término de la localidad de Renedo de Valderaduey (León).

### Afluentes
Sus principales afluentes son el río del Hoyo, río Pequeño, río Viejo, río Bustillo/río Ahogaborricos/río Navajos/río Valdeduey, río Sequillo, río Salado.

### Poblaciones
Atraviesa los términos municipales de: Sahagún, Santervás de Campos, Vega de Ruiponce, Becilla de Valderaduey,  Castroponce, Villalpando, San Martín de Valderaduey, Cañizo y Benegiles. Desemboca en la margen derecha del Duero, a la altura de Villagodio, a unos 3 km del núcleo urbano de Zamora, aunque dentro de los límites de su término municipal. 
El río recorre pequeñas poblaciones de viviendas hechas de tapial y adobes, como el color del agua que arrastra el mismo material. Muchos pueblos que atraviesa se apellidan con su nombre. Discurre apacible y sin sobresaltos camino de la desembocadura. Encauzado para evitar las riadas invernales no tiene otro encanto que el de recibir, en las épocas de pesca, a los pescadores de caña (barbos y carpas) y reteles (cangrejos).